# Air Bee
Air Bee S.p.A. war eine Fluggesellschaft mit Sitz in Rom, Italien, Heimatflughafen war Brescia. Die Fluggesellschaft stellte den Betrieb am 11. September 2008 ein, kündigte jedoch an, den Betrieb gegen Ende des Monates wieder aufzunehmen, ohne irgendwelche weiteren Details preiszugeben.
Am 15. Dezember 2008 beschloss das Firmentreffen die Liquidation.

## Ziele
- Berlin
- Bari
- Birmingham
- Brescia
- Crotone
- Mailand
- Neapel
- Olbia
- Prag
- Rom
- Trapani
- Venedig

## Flotte
Air Bee hatte vier DC-9-82/MD-82 in Betrieb; das Heck der Flugzeuge war mit einer Biene als Logo verziert. Die Flotte der Air Bee bestand aus den folgenden Flugzeugen:
| Flugzeug                        | Anzahl | in Betrieb genommen | außer Betrieb genommen | Flugzeugregistrierungen                                        |
| ------------------------------- | ------ | ------------------- | ---------------------- | -------------------------------------------------------------- |
| McDonnell Douglas DC-9-82/MD-82 | 4      | 2008                | 2008                   | I-DAWW, I-DAWZ, I-DAVA, I-DAVB gingen an ItAli Airlines zurück |